# Исикава, Дзюн
Дзюн Исикава (яп. 石川 淳 Исикава Дзюн, 7 марта 1899 года — 29 декабря 1987 года) — псевдоним японского писателя-модерниста, переводчика и литературного критика эпохи Сёва. Настоящее имя — Исикава Киёси.

## Биография
Исикава родился 7 марта 1899 года в Асакуса, в одном из кварталов Тайто, Токио в семье банкира. Окончил Токийскую школу иностранных языков (яп. 東京外国語学校, ныне Токийский университет иностранных языков) по специальности «французская литература». В 1922—1923 гг. служил в Императорском флоте Японии. После окончания службы был нанят в университет Фукуоки в качестве преподавателя французской литературы.
В начале своей карьеры перевёл на японский язык произведения таких авторов, как Анатоль Франс «Красная лилия» (Le Lys rouge) и лауреат Нобелевской премии Андре Жид «Имморалист» (L’Immoraliste).
В следующем году он был уволен из университета из-за противоречий в связи с его участием в студенческих движениях протеста. Дзюн Исикава вернулся в Токио, вёл богемный образ жизни, живя на маленькую пенсию с переводов произведений Андре Жида «Подземелья Ватикана» (Les Caves du Vatican) и Мольера «Мизантроп» (Le Misanthrope) и «Тартюф» (Tartuffe).

## Творчество
Писательская карьера Исикавы началась в 1935 году с серии рассказов «Леди» (яп. 佳人), и «Диалог о бедности» (яп. 貧窮 問答). В 1936 году Дзюн Исикава получил литературную премию Акутагавы за рассказ «Бодхисаттва Фугэн» (яп. 普賢).
В начале 1938 года, когда война Японии против Китая была в разгаре, Исикава опубликовал «Марсову песню» (яп. マルス の 歌) — сатирический рассказ о японском милитаризме, вскоре запрещённый из-за боязни разжигания антивоенных действий.
Первая новелла Исикавы, написанная в 1940 году, «Простой эскиз» (яп. 白描) критиковала сталинизм.
В военный период он обращался к исторической теме, написав биографии Мори Огай (яп. 森 鷗外 / 森 鴎外) и роман «Ватанабэ Кадзан» (яп. 渡辺 崋山). Однако, его главным интересом были сатирические стихи эпохи Тэнмэй периода Эдо, мастером которых он являлся.
Исикава писал стихи под псевдонимом Исаи (яп. 夷斎?). Как и Осаму Дадзай, Сакагути Анго и Ода Сакуносукэ, Исикава был известен как член движения Бурайха (яп. 無頼派, буквальный перевод «Хулиган») антиконвенциональной литературы. В послевоенный период он написал «Золотую легенду» (яп. 黄金 伝説, 1946) и «Jesus in the Ashes» (яп. 焼跡 の イエス, 1946). Его учеником был Кобо Абэ, впоследствии ставший выдающимся писателем.
Он также продолжал писать эссе, которые приняли две формы. В «Беседах Исаи» (яп. 夷斎 筆談, 1950—1951) Исакава раскрыл широкий диапазон тем в искусстве, литературе и текущих событиях непочтительным, а иногда и беспощадным стилем. С другой стороны, Исикава пишет «Чудаки и джентльмены страны» (яп. 諸国 畸人伝, 1955—1957), серию биографических очерков о выдающихся людях разных времён в истории Японии. Он обращается также к истории древней Японии с рядом публикаций «Другой перевод Кодзики» (яп. 新釈 古事記), «Происхождение богов Хатимана» (яп. 八幡 縁起, 1957) и «Демоны» (яп. 修羅, 1958), в которых изложил свои исследования о происхождении Японии, конфликте между народами в периоды Дзёмон и Яёй.
В 1964 году Исикава вместе с Абэ Кобо совершил поездку в Советский Союз и Западную Европу. Это была его первая поездка за границу, в результате которой он написал «Отчёт о поездке на Запад» (яп. 西游 日録, 1965). В 1967 году он поддержал Ясунари Кавабата, Юкио Мисима и Кобо Абэ в публикации заявления, протестующего против уничтожения китайского искусства во время Культурной революции в Китае. Исикава был очень популярным в послевоенном периоде, удостоился многочисленных премий. «Краткий обзор литературы Эдо» (яп. 江戸 文学 掌記), написанный им в 1980 году, получил премию «Ёмиури».
Дзюн Исикава умер 29 декабря 1987 года от рака легких, работая над своим последним романом «Песня змей» (яп. 蛇 の 歌, 1988).

## Произведения
- Леди (яп. 佳人), 1935
- Бодхисаттва Фугэн (яп. 普賢), 1937
- Марсова песня (яп. マルス の 歌), 1938
- Золотая легенда (яп. 黄金 伝説), 1946)

## Награды и премии
- Премия Рюноскэ Акутагавы, 1936
- Литературная премия «Ёмиури», 1981
- Премия Асахи, 1982